# Синхронне плавання на Олімпійських іграх
Змагання із синхронного плавання на літніх Олімпійських іграх вперше з'явилися на Олімпійських іграх 1984 в Лос-Анджелесі та відтоді були в програмі кожних наступних Ігор. Спочатку змаганнях проходили серед солісток і дуетів, на Олімпійських іграх 1996 в Атланті їх замінили на змагання команд, а на наступних Іграх 2000 в Сіднеї дуети повернули. У цьому виді спорту розігруються 2 комплекти нагород. Починаючи з Олімпійських ігор 2020 в Токіо змагання проводяться під назвою артистичне плавання.

### Жіночі дисципліни
| Змагання | 84 | 88 | 92 | 96 | 00 | 04 | 08 | 12 | 16 | 20 | Всього |
| -------- | -- | -- | -- | -- | -- | -- | -- | -- | -- | -- | ------ |
| Соло     | Х  | Х  | Х  |    |    |    |    |    |    |    | 3      |
| Дует     | Х  | Х  | Х  |    | Х  | Х  | Х  | Х  | Х  | Х  | 9      |
| Команда  |    |    |    | Х  | Х  | Х  | Х  | Х  | Х  | Х  | 7      |
| Всього   | 2  | 2  | 2  | 1  | 2  | 2  | 2  | 2  | 2  | 2  |        |

## Медалі
Оновлено після завершення літніх Олімпійських ігор 2020.
| Місце               | Країна                           | Золото | Срібло | Бронза | Загалом |
| ------------------- | -------------------------------- | ------ | ------ | ------ | ------- |
| 1                   | Росія (RUS)                      | 10     | 0      | 0      | 10      |
| 2                   | США (USA)                        | 5      | 2      | 2      | 9       |
| 3                   | Канада (CAN)                     | 3      | 4      | 1      | 8       |
| 4                   | Олімпійський комітет Росії (ROC) | 2      | 0      | 0      | 2       |
| 5                   | Китай (CHN)                      | 0      | 5      | 2      | 7       |
| 6                   | Японія (JPN)                     | 0      | 4      | 10     | 14      |
| 7                   | Іспанія (ESP)                    | 0      | 3      | 1      | 4       |
| 8                   | Україна (UKR)                    | 0      | 0      | 2      | 2       |
| 9                   | Франція (FRA)                    | 0      | 0      | 1      | 1       |
| Загалом (9 збірних) | Загалом (9 збірних)              | 20     | 18     | 19     | 57      |